# Saint-Remy (Górna Saona)
Saint-Remy – miejscowość i gmina we Francji, w regionie Burgundia-Franche-Comté, w departamencie Górna Saona.
Według danych na rok 1990 gminę zamieszkiwało 1356 osób, a gęstość zaludnienia wynosiła 149 osób/km² (wśród 1786 gmin Franche-Comté Saint-Remy plasuje się na 119. miejscu pod względem liczby ludności, natomiast pod względem powierzchni na miejscu 490.).